# Llei Noruega (Israel)
La Llei Noruega (hebreu: החוק הנורווגי‎, HaḤok HaNorvegi) és el nom donat a una esmena a una de les Lleis bàsiques d'Israel que regula el parlament o Kenésset. Aquesta llei afecta el nomenament de ministres i membres de la Kenésset. L'esmena permet als diputats que són elegits ministres del govern que deixin el càrrec a la Kenésset i continuïn com a ministre, mentre que el seu escó és ocupat per la següent persona en la llista electoral. Si el ministre deix el govern pot retornar al seu escó a la Kenésset en lloc de la persona que l'havia substituït.
Aquesta llei és coneguda com a «Llei Noruega» a causa d'un sistema similar que és utilitzat a Noruega.
L'esmena fou aprovada per la Kenésset per 64 vots a favor i 51 en contra el 30 de juliol de 2015.